# دیسه

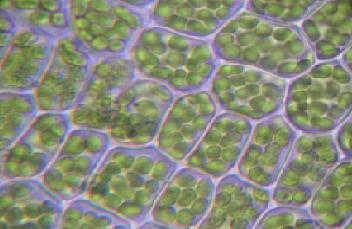
کلروپلاست

دیسه، پلاست یا پلاستید اندامکی متصل به سیتوپلاسم است که در سلول‌های گیاهان، جلبک‌ها و برخی دیگر از جانداران یوکاریوتی دیده می‌شود. پلاست‌ها انواع مختلفی دارند و به عنوان سیانوباکتری درون‌همزیست درون‌سلولی در نظر گرفته میشوند. آن‌ها دو غشایی اند و دی‌ان‌ای حلقوی دارند. طبق نظریهٔ زیست‌شناسان، دیسه‌ها حاصل فرگشت همزیستی بین باکتری‌های فتوسنتزکننده و سلول‌های گیاهی است.

## منشأ پیدایش

انواع پلاستیدهابه

به نظر می‌رسد که منشأ پلاست ها نوعی سلول پروکاریوتی خودپرور بوده‌است که حدود ۱٫۵ میلیارد سال پیش با یک سلول گیاهی هم‌زیستی پیدا کرد. سلول گیاهی آن را با فاگوسیتوز (بیگانه‌خواری) به درون سیتوپلاسم خود راه داد، و با فرگشت در گذر زمان، این سلول برای سلول یوکاریوتی به اندامکی تبدیل شد که همهٔ نقش‌های خود جز فتوسنتز را از دست داده بود و کار خود را تنها به تبدیل انرژی خورشیدی به شیمیایی محدود کرده بود. در مقابل، سلول بزرگ‌تر همهٔ مواد لازم برای این کار را در اختیار او می‌گذاشت.
پلاست‌ها انواع گوناگونی دارند و با توجه به آنچه درون خود ذخیره می‌کنند، نام می‌گیرند.

## کارکردها[۱]
- تمام سلول‌های گیاهی حاوی پلاستیدهایی با اشکال یا فرم‌های مختلف هستند. این حضور حاکی از تنوع کارکردی آن‌ها می‌باشد و نشان می‌دهد که پلاستیدها در هسته اصلی کارکرد سلولی گیاه قرار دارند.
- پلاستیدها محل تولید و ذخیره‌سازی ترکیبات شیمیایی مهمی هستند که توسط سلول‌های اتوتروف یوکاریوت (Autotrophic eukaryote) استفاده می‌شوند.
- غشای تیلاکوئید حاوی تمام اجزای آنزیمی مورد نیاز برای فتوسنتز می‌باشد. برهمکنش بین کلروفیل، حامل‌های الکترون، عوامل جفت کننده و سایر اجزا در غشای تیلاکوئید صورت می‌پذیرد. بنابراین غشای تیلاکوئید یک ساختار ویژه است که نقشی کلیدی در جذب نور و انتقال الکترون دارد.
- بنابراین کلروپلاست‌ها مراکز سنتز و متابولیسم کربوهیدرات‌ها هستند.
- آن‌ها نه تنها در فتوسنتز، بلکه در ذخیره مواد غذایی اولیه، به ویژه نشاسته، اهمیت حیاتی دارند.
- کارکرد آن تا حد زیادی به وجود رنگ‌دانه‌ها بستگی دارد. پلاستیدهای دخیل در سنتز مواد غذایی معمولا حاوی رنگ‌دانه‌هایی هستند که مسئول رنگ ساختار گیاه نیز هستند (مانند برگ سبز، گل قرمز، میوه زرد و غیره).
- مانند میتوکندری (Mitochondria)، پلاستیدها دارای DNA و ریبوزوم خاص خود هستند. از این رو، آن‌ها ممکن است در مطالعات فیلوژنتیک (Phylogenetic) استفاده شوند.

## انواع
مهم‌ترین دیسه‌ها عبارت‌اند از:

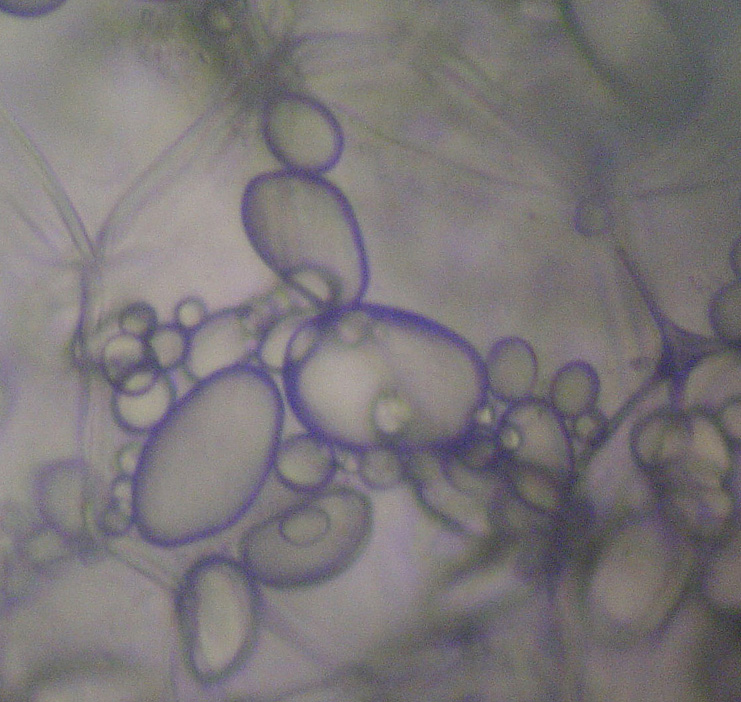
آمیلوپلاست سیب‌زمینی

- پروپلاست‌ها که اندامک‌هایی کوچک و تمایز نیافته هستند و اکثراً در نقاط مریستمی وجود دارند. آن‌ها پس از رشد تمایز می‌یابند و به پلاست‌های دیگر تبدیل می‌شوند.
- کلروموپلاست ها یا رنگ ریشه ها توسط استاد عتباتی کشف شدند. کار این پلاست ها معلوم نمی باشد.
- کلروپلاست‌ها یا سبزدیسه که عمل فتوسنتز را بر عهده دارند و دارای کلروفیل(سبزینه) هستند و به علت وجود آنها بیشتر گیاهان سبز رنگ هستند
- کروموپلاست‌ها که دارای رنگ‌ریزه‌هایی به غیر از کلروفیل هستند این نوع دیسه کاروتنوئید ها را در خود ذخیره می کند(مانند گزانتوفیل، کاروتن و لیکوپن)
- آمیلوپلاست‌ها ا که محل ذخیرهٔ نشاسته هستند و بر خلاف دیسه هایی که در بالا اشاره شد فاقد رنگدانه هستند و در گیاهانی مانند سیب زمینی حضور محسوسی دارند.
- پروتئینوپلاست‌ها که محل ذخیرهٔ پروتئین هستند
- اتیوپلاست‌ها که کلروپلاست‌هایی هستند که به علت نبود نور کافی تغییر شکل یافته‌اند

بعضی از پلاست‌ها می‌توانند تغییر شکل دهند و به انواع دیگری تبدیل شوند. 

تبدیل‌های ممکن در پلاستیدها